# انسان‌گرایی مارکسیستی
انسان‌گرایی مارکسیستی یا اومانیسم مارکسیستی (به انگلیسی: Marxist humanism) مجموعه ای بین‌المللی از اندیشه و کنش سیاسی است که ریشه در تفسیر آثار کارل مارکس دارد. این تحقیقی است در مورد اینکه «ماهیت انسانی از چه چیزی تشکیل شده‌است و چه نوع جامعه ای برای شکوفایی انسان بیشتر مساعد است» از دیدگاه انتقادی که ریشه در فلسفه مارکسیستی دارد. اومانیست‌های مارکسیست استدلال می‌کنند که مارکس خود به بررسی مسائل مشابه می‌پرداخت.
اومانیسم مارکسیستی در سال ۱۹۳۲ با انتشار دست نوشته‌های اقتصادی و فلسفی مارکس در سال ۱۸۴۴ متولد شد و در دهه‌های ۱۹۵۰ و ۱۹۶۰ به درجه ای از شهرت رسید. اومانیست‌های مارکسیست ادعا می‌کنند که بین نوشته‌های فلسفی اولیه مارکس، که در آن نظریه بیگانگی خود را توسعه می‌دهد، و توصیف ساختاری جامعه سرمایه‌داری که در آثار بعدی او مانند سرمایه یافت می‌شود، تداوم وجود دارد. آنها معتقدند که درک مبانی فلسفی مارکس برای درک درست آثار بعدی او ضروری است.
برخلاف ماتریالیسم دیالکتیکی رسمی اتحاد جماهیر شوروی و تفاسیر مارکس که ریشه در مارکسیسم ساختاری لویی آلتوسر دارد، انسان‌گرایان مارکسیست استدلال می‌کنند که کار مارکس بسط یا فراتر از اومانیسم روشنگری بود. در جایی که سایر فلسفه‌های مارکسیستی مارکسیسم را یک علم طبیعی می‌دانند، اومانیسم مارکسیستی آموزه «انسان معیار همه چیز است» را مجدداً تأیید می‌کند. - اینکه انسان‌ها اساساً با بقیه نظم طبیعی متفاوت هستند و باید نظریات مارکسیستی با آنها چنین رفتار کرد.

## ریشه‌ها
انسان‌گرایی مارکسیستی کتاب گیورگ لوکاچ را تاریخ و آگاهی طبقاتی و کارل کرش در سال ۱۹۲۳ آغاز شد. در این کتاب، لوکاچ و کرش تقدیم مارکسیسم که بر هگلی اساس کارل مارکس فکر مارکسیسم صرفاً یک تئوری اقتصاد سیاسی نیست که نسبت به بورژوازی پیشرفت کند و نه یک جامعه‌شناسی علمی مشابه علوم طبیعی. درواقع مارکسیسم در درجه اول، یک نقد است.

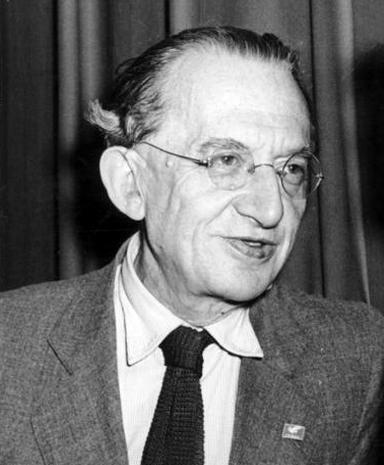
گیورگی لوکاچ

کتاب کرش بر دکترین مارکس دربارهٔ وحدت تئوری و عمل تأکید می‌کند و انقلاب سوسیالیستی را «تحقق فلسفه» می‌داند. مهم‌ترین مقاله در مجموعه لوکاچ مفهوم «شی‌انگاری» را معرفی می‌کند تبدیل اموال انسان به ویژگیهای اشیای انسانی که از انسان مستقل شده و حاکم بر حیات اوست و بالعکس تبدیل انسان به موجوداتی شبیه.  لوکاچ استدلال می‌کند که عناصر این مفهوم در تحلیل فتیشیسم کالایی که در کاپیتال مارکس یافت می‌شود، ضمنی است.  جامعه بورژوایی نقش کنش انسانی را در ایجاد معنای اجتماعی از دست می‌دهد. ارزش را در اشیا نهفته می‌داند و افراد را کالا می‌داند.
نوشته‌های آنتونیو گرامشی نیز در توسعه درک اومانیستی از مارکسیسم بسیار مهم است. گرامشی با اصرار بر بدهی مارکس به هگل، مارکسیسم را «فلسفه پراکسیس» و «تاریخ‌گرایی مطلق» می‌بیند که فراتر از ماتریالیسم سنتی و ایده‌آلیسم سنتی است.
اولین انتشار دست نوشته‌های اقتصادی و فلسفی مارکس در سال ۱۹۳۲ استقبال از آثار او را به شدت افزایش داد. این کار اولیه مارکس - نوشته شده در سال ۱۸۴۴، زمانی که مارکس بیست و پنج یا بیست و شش ساله بود - خوانش خود از اقتصاد سیاسی، رابطه اش با فلسفه‌های گئورگ ویلهلم فردریش هگل و لودویگ فویرباخ، و دیدگاه‌هایش دربارهٔ کمونیسم را در چارچوب نظری جدیدی قرار داد. مارکس در دست‌نوشته‌ها اصطلاحات فلسفی را از هگل و فویرباخ وام می‌گیرد تا به نقد جامعه سرمایه‌داری مبتنی بر «بیگانگی» بپردازد.  انسان از طریق فعالیت خود، از امکانات انسانی خود بیگانه می‌شود: با محصولات فعالیت خود، با طبیعتی که در آن زندگی می‌کند، با انسان‌های دیگر و با خود. این مفهوم صرفاً توصیفی نیست، بلکه فراخوانی است برای بیگانگی زدایی از طریق تغییر رادیکال جهان.  در زمان انتشار، اهمیت این اثر توسط مارکسیست‌هایی مانند رایا دونایفسکایا،  هربرت مارکوزه و هانری لوفور تشخیص داده شد.  در دوره پس از جنگ جهانی دوم، متون به ایتالیایی ترجمه شد و توسط Galvano Della Volpe مورد بحث قرار گرفت. فیلسوفان موریس مرلوپونتی و ژان پل سارتر نیز در این زمان توسط دست نوشته‌ها به مارکسیسم کشیده شدند.  در سال ۱۹۶۱، جلدی حاوی مقدمه ای از اریش فروم در ایالات متحده منتشر شد.
همان‌طور که آنها حلقه مفقوده ای بین اومانیسم فلسفی هگلی نوشته‌های اولیه مارکس و اقتصاد مارکس متأخر ارائه کردند،  گروندریسه مارکس نیز منبع مهمی برای اومانیسم مارکسیست بود. مجموعه ۱۰۰۰ صفحه‌ای از یادداشت‌های کاری مارکس برای سرمایه اولین بار در سال ۱۹۳۹ در مسکو منتشر شد و در سال ۱۹۵۳ به صورت قابل دسترس در دسترس قرار گرفت. نگرانی‌های مارکس اولیه در مورد از خود بیگانگی و مفهوم هگلی دیالکتیک در شکل‌گیری کار بزرگ او بازی می‌شود.

## جریان‌ها

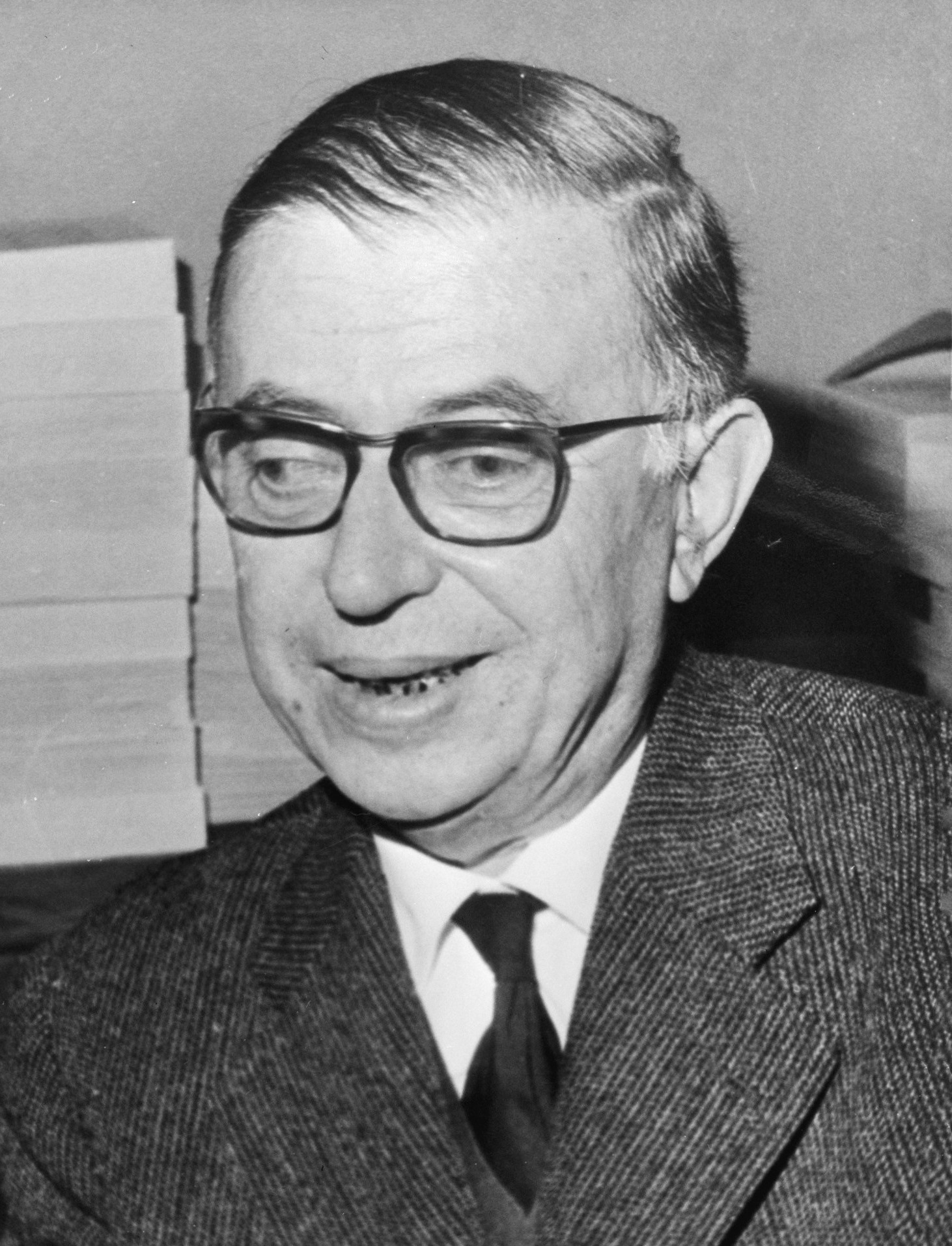
ژان پل سارتر

پس از اشغال فرانسه و جنگ جهانی دوم، مجله چپ مستقل اگزیستانسیالیسم مدرن سال ۱۹۴۶ توسط ژان-پل سارتر ایجاد شد. در حالی که هر دو از سیاست و تاکتیک‌های حزب کمونیست فرانسه و اتحاد جماهیر شوروی در این دوره حمایت می‌کردند، همزمان تلاش کردند مارکسیسمی پدیدارشناسانه و اگزیستانسیال را فرموله کنند که با نسخه استالینیستی مخالف بود. از نظر آنها، شکست احزاب کمونیست غربی در رهبری انقلاب‌های موفق و توسعه یک ساختار دولتی استبدادی در اتحاد جماهیر شوروی، هر دو به «طبیعت‌گرایی» و «علم‌گرایی» نظریه رسمی مارکسیستی ارتدوکس مرتبط بود. مارکسیسم ارتدوکس یک نظریه خود رهایی انقلابی نیست، بلکه علمی خودخوانده ای است که به نام «قوانین آهنین» انکارناپذیر جهتی را از بالا به تاریخ تحمیل می‌کند.  در مقابل این، سارتر و مرلوپونتی برای دیدگاهی سوژه محور از تاریخ استدلال کردند که بر تجربه زیسته بازیگران تاریخی به عنوان منبع شناخت تأکید داشت. 
در سال ۱۹۳۹، هانری لوفور، که در آن زمان یکی از اعضای حزب کمونیست فرانسه بود، ماتریالیسم دیالکتیکی را منتشر کرد.  این کتاب که در سال‌های ۱۹۳۴–۱۹۳۵ نوشته شد، بازسازی آثار مارکس را در پرتو دست‌نوشته‌های ۱۸۴۴ پیش برد.  لوفور در اینجا استدلال کرد که دیالکتیک مارکس یک «دیالکتیک طبیعت» (همان‌طور که توسط فردریش انگلس بیان شد) نیست، بلکه بر اساس مفاهیم بیگانگی و پراکسیس است.  در پی سرکوب شوروی قیام مجارستان در سال ۱۹۵۶، لوفور – همراه با کوستاس آکسلوس، ژان دووینو، پیر فوگیرولاس و ادگار مورین – مجله Arguments را تأسیس کرد. این نشریه به مرکز نقد اومانیستی مارکسیستی از استالینیسم تبدیل شد. لوفور در نظریه از خود بیگانگی، نه تنها از دست نوشته‌ها، بلکه از سارتر نیز برای ارائه نقدی استفاده کرد که شامل سبک‌های مصرف، فرهنگ، نظام‌های معنا و زبان در نظام سرمایه‌داری بود. 

#### در فلسفهٔ هگل

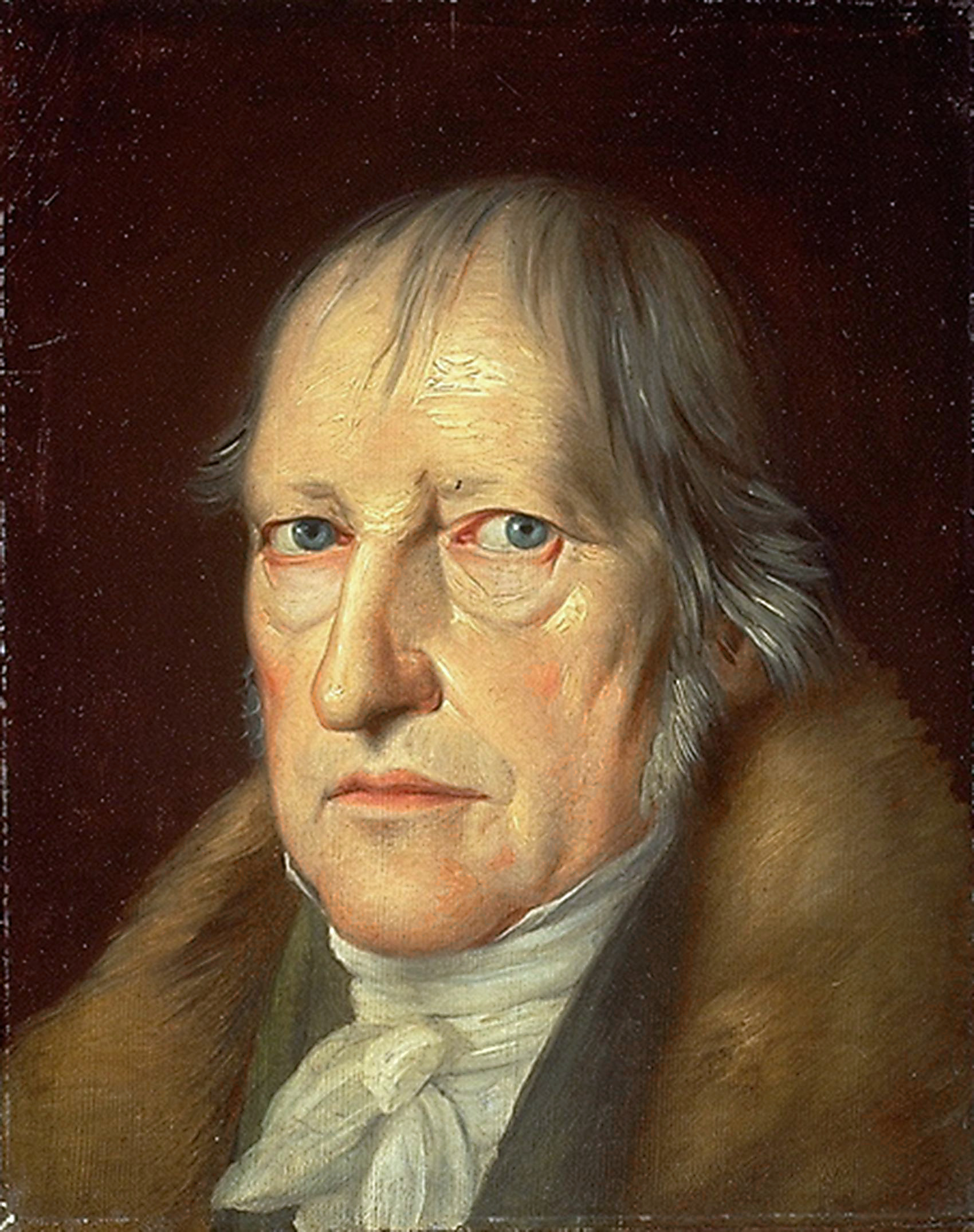
هگل

مارکس در دست نوشته‌های اقتصادی و فلسفی ۱۸۴۴ دیدگاه نقادانه خود را از هگل بیشتر می‌کند. مارکس در آن دیالکتیک هگل را به دلیل نگاهش به کار به مثابه یک فرایند بیگانگی ستایش می‌کند؛ از خود بیگانگی مرحله ای تاریخی است که برای توسعه و استقرار نیروهای اساسی انسانی باید از آن عبور کرد.  این یک ویژگی اساسی ذهن محدود (انسان) است که چیزها را تولید کند، خود را در اشیاء بیان کند، خود را در چیزهای فیزیکی، نهادهای اجتماعی و محصولات فرهنگی عینیت بخشد. هر شیئی سازی ضرورتاً مصداق بیگانگی است: اشیاء تولید شده با تولیدکننده بیگانه می‌شوند. بشریت خود را با بیرونی‌سازی ذات خود می‌آفریند و از طریق فرایند بیگانگی متناوب با تعالی از آن بیگانگی توسعه می‌یابد.
از نظر هگل، از خود بیگانگی حالت آگاهی است که خود را با جهان بیرونی، عینی و پدیداری آشنا می‌کند. هگل معتقد است که واقعیت روح در حال تحقق خود است. وجود روح فقط در فعالیت تولیدی خود و از طریق آن شکل می‌گیرد. روح در فرایند تحقق خود، جهانی را تولید می‌کند که در ابتدا معتقد است بیرونی است، اما به تدریج می‌فهمد که تولید خودش است.  آنچه وجود دارد روح مطلق است (ذهن مطلق، ایده مطلق یا خدا). مطلق موجودی ایستا یا بی زمان نیست، بلکه یک خود پویا است که درگیر چرخه ای از بیگانگی و بیگانگی است. روح در طبیعت از خود بیگانه می‌شود و از طریق ذهن محدود، انسان، از خودبیگانگی خود بازمی‌گردد. تاریخ بشر فرایند بیگانگی زدایی است که شامل رشد مداوم دانش انسان از امر مطلق است. برعکس، تاریخ بشر نیز توسعه شناخت امر مطلق از خود است: مطلق از طریق انسان به خودآگاهی می‌رسد.  انسان موجودی طبیعی است و بنابراین روحی است که از خود بیگانه شده‌است. اما انسان نیز موجودی تاریخی است که می‌تواند به معرفت کافی از امر مطلق دست یابد و بنابراین قادر است موجودی بیگانه شده شود. 
مارکس از هگل انتقاد می‌کند که کار را به عنوان «کار ذهنی انتزاعی» می‌داند. هگل انسان را مساوی با خودآگاهی می‌داند و بیگانگی را در عینیت تشکیل می‌دهد.  آگاهی با غلبه بر عینیت، خود را از بیگانگی رها می‌کند، و تشخیص می‌دهد که آنچه به عنوان یک ابژه خارجی ظاهر می‌شود، فرافکنی خود آگاهی است.  هگل آزادی را شامل این می‌بیند که انسان‌ها کاملاً خودآگاه شوند و درک کنند که محیط و فرهنگ آنها نشأت گرفته از روح است. مارکس مفهوم روح را رد می‌کند و معتقد است که ایده‌های انسان، اگرچه مهم هستند، به خودی خود برای توضیح تغییرات اجتماعی و فرهنگی کافی نیستند.  در هگل، ادغام انسان با طبیعت در سطحی معنوی قرار می‌گیرد و بنابراین، از نظر مارکس، یک انتزاع و یک توهم است. 

#### نظر فویرباخ
تأثیر اصلی بر تفکر مارکس در این زمینه، لودویگ فویرباخ است که در کتاب «جوهر مسیحیت» هدفش غلبه بر آسیب و پریشانی جدایی افراد از ماهیت انسانی ضروری آنه است. فوئرباخ معتقد است که بیگانگی افراد مدرن ناشی از داشتن باورهای نادرست در مورد خدا است. مردم به اشتباه به عنوان یک موجود عینی، چیزی را که در واقع یک طرح انسان ساخته از محمولات اساسی خودشان است، شناسایی می‌کنند. 

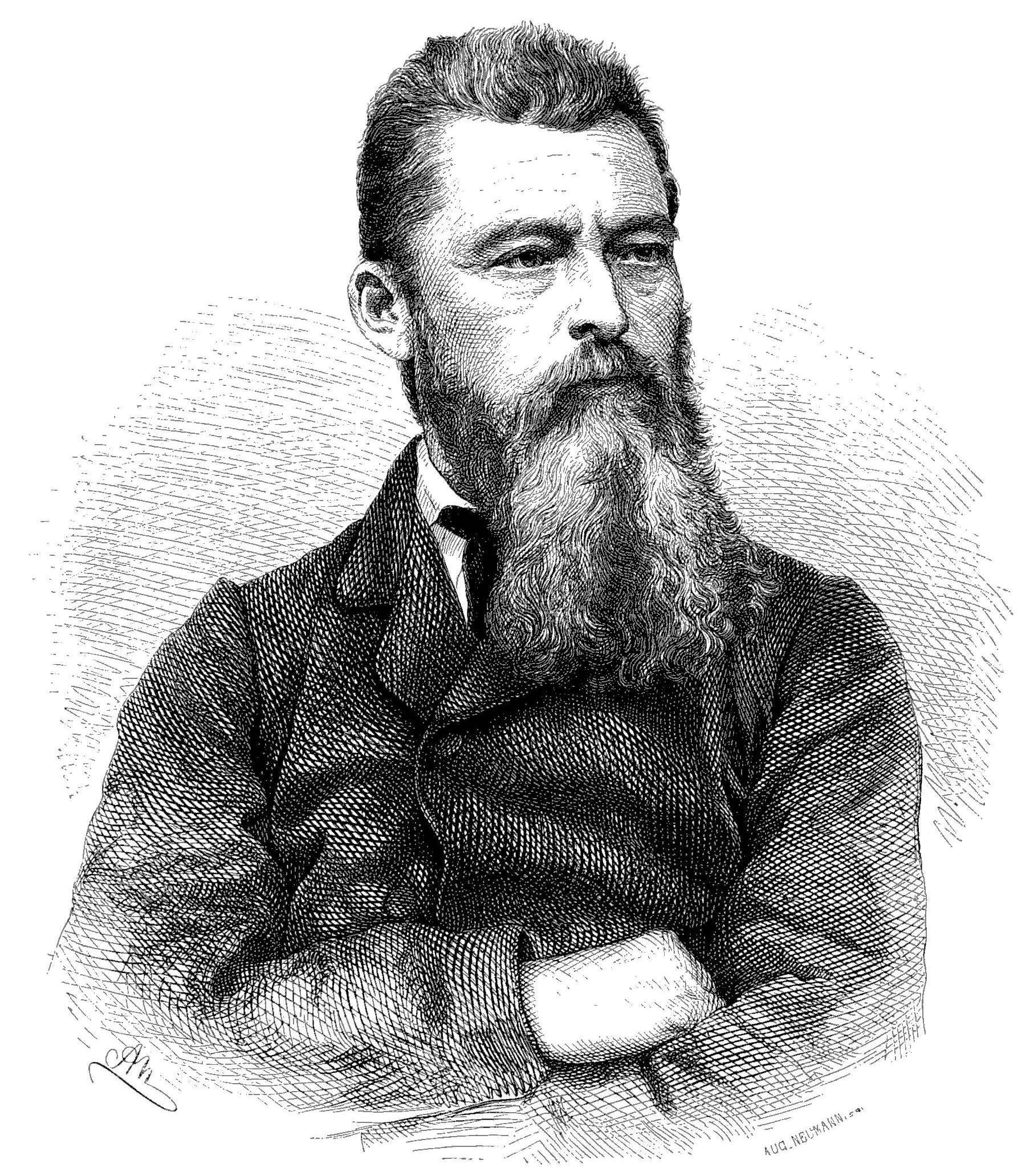
لودویگ فویرباخ

از نظر فویرباخ، انسان خدای خودبیگانه نیست. خدا انسان از خود بیگانه است. خداوند ذات انسان است انتزاعی، مطلق و بیگانه از انسان.  انسان با گردآوری بهترین ویژگی‌های فطرت انسانی خود، اندیشه خدا را خلق می‌کند - خوبی، علم و قدرت او - تجلیل از آنها، و فرافکنی آنها به ماوراء.  انسان از خود بیگانه است نه به این دلیل که از شناخت طبیعت به عنوان صورت بیگانه شده از خود خودداری می‌کند، بلکه به این دلیل که موجودی برتر بیگانه را می‌آفریند و بالاتر از خود قرار می‌دهد و به عنوان یک برده در برابر او تعظیم می‌کند.  اعتقاد مسیحی مستلزم قربانی کردن، انکار یا سرکوب عملی، ویژگی‌های اساسی انسان است.  رهایی زمانی فرا می‌رسد که مردم تشخیص دهند خدا واقعاً چیست و از طریق جامعه ای که ذات انسانی را در معرض هیچ محدودیتی بیگانه قرار نمی‌دهد، خوبی، دانش و قدرتی را که به بهشت فرافکنی کرده‌اند، پس بگیرند. 
این نقد از دین فراتر می‌رود، زیرا فویرباخ در تزهای خود دربارهٔ اصلاح فلسفه استدلال می‌کند که فلسفه هگل خود بیگانه شده‌است. هگل بیگانگی را تأثیرگذار بر اندیشه یا آگاهی می‌داند و نه انسانیت را در وجود مادی آن. از نظر هگل، وجود انضمامی و متناهی صرفاً بازتابی از یک نظام فکری یا آگاهی است. هگل با نامتناهی شروع و به پایان می‌رسد. متناهی، انسان، تنها به عنوان مرحله ای از تکامل روح انسانی، مطلق حضور دارد.  در مخالفت با این، فویرباخ استدلال می‌کند که انسان از خود بیگانه شده‌است، زیرا او واسطه رابطه مستقیم شهود حسی با واقعیت انضمامی از طریق دین و فلسفه است.  انسان با شناخت این که رابطه او با طبیعت در عوض یک وحدت بی واسطه است، می‌تواند به «اومانیسم مثبت» دست یابد که چیزی بیش از انکار دین است.

## کار
مارکس به پیروی از فویرباخ، واقعیت زمینی انسان را در مرکز این تصویر قرار می‌دهد. در جایی که هگل کار را فعالیت معنوی می‌داند، مارکس کار را مبادله فیزیکی با طبیعت می‌داند: در طبیعت، انسان خود را می‌آفریند و طبیعت را می‌آفریند. در جایی که هگل جوهر انسانی را با خودآگاهی یکی می‌داند،  مارکس مفهومی از گونه-وجود را بیان می‌کند؛  که طبق آن ماهیت ذاتی انسان، طبیعت یک تولیدکننده آزاد است که آزادانه شرایط زندگی خود را بازتولید می‌کند.
طبیعت انسان این است که خود خالق خود باشد، تا با کار بر روی و دگرگون کردن دنیای بیرون خود با همکاری همنوعان خود، خود را شکل دهد و توسعه دهد. انسان باید کنترل این فرایند را در دست داشته باشد، اما در شرایط مدرن، انسان کنترل تکامل خود را از دست داده‌است. در جایی که مالکیت زمین تابع قوانین اقتصاد بازار است، افراد انسانی خود را از طریق فعالیت تولیدی برآورده نمی‌کنند. کار کارگر، ویژگی‌های شخصی عضلانی و مغزی، توانایی‌ها و آرزوهای او، فعالیت‌های حیاتی حسی‌اش، در نظر او مانند چیزها، کالاهایی که باید خرید و فروش شوند، ظاهر می‌شوند.  همان‌طور که بائر و فویرباخ دین را اختراع بیگانه‌کننده ذهن انسان می‌دانند، مارکس نیز به فرایند تولیدی مدرن برای تقلیل انسان به وضعیت یک کالا معتقد است. در دین، خداوند ابتکار عمل را در دست دارد و انسان در حالت وابستگی قرار دارد. در علم اقتصاد، پول انسان‌ها را طوری به اطراف حرکت می‌دهد که گویی به جای معکوس، اشیا هستند.
مارکس مدعی است که بشر به چهار طریق از خود بیگانه می‌شود:
1. از طریق محصولات
2. از طریق فعالیت تولیدی
3. از طریق افراد دیگر
4. از ذات خودش[۲۰]

از نظر مارکس اولاً، محصول کار یک کارگر با او «به‌عنوان یک شیء بیگانه که بر او مسلط است» روبرو می‌شود. کارگری به جسمی جان بخشیده‌است که اکنون با او به عنوان دشمن و بیگانه روبرو می‌شود. کارگر شیئی را ایجاد می‌کند که به نظر می‌رسد دارایی او باشد. اما چنین نیست  هنگامی که او زندگی خود را در یک شیء بیرونی می‌بیند، زندگی‌اش برای آ» محصول می‌شود و خودش اختیاری بر آن ندارد. ماهیت او به صفت شخص یا چیز دیگری تبدیل می‌شود.  جایی که در ادوار تاریخی پیشین، یک شخص بر دیگری حکومت می‌کرد، اکنون چیز بر شخص حاکم است، محصول بر تولیدکننده.

## انتقادها
از آنجایی که اصطلاح بیگانگی در آثار بعدی مارکس مانند سرمایه به شکل برجسته ای ظاهر نمی‌شود، اومانیسم مارکسیستی در محافل مارکسیستی کاملاً بحث‌برانگیز بوده‌است. این گرایش توسط مارکسیست غربی ایتالیایی گالوانو دلا ولپ و لوئی آلتوسر، مارکسیست ساختارگرا فرانسوی مورد حمله قرار گرفت. آلتوسر از اومانیست‌های مارکسیست انتقاد می‌کند که چرا آنچه را که او دوگانگی اساسی بین نظریه «مارکس جوان» و نظریه «مارکس بالغ» می‌داند، به رسمیت نمی‌شناسد. آلتوسر معتقد است که اندیشه مارکس با یک گسست معرفتی رادیکال مشخص شده‌است که در سال ۱۸۴۵ رخ داد - ایدئولوژی آلمانی اولین اثری است که به ناپیوستگی پشت می‌کند. برای آلتوسر، انسان گرایی نوشته‌های اولیه مارکس - یک نظریه اخلاقی - اساساً با نظریه «علمی» که او استدلال می‌کند که در آثار بعدی مارکس یافت می‌شود ناسازگار است. به نظر او، مارکس بالغ روابط اجتماعی سرمایه‌داری را به عنوان روابط درون و بین ساختارها معرفی می‌کند. افراد یا طبقات هیچ نقشی به عنوان سوژه تاریخ ندارند. 

## انسان‌گرایان مارکسیست
متفکران برجسته مرتبط با اومانیسم مارکسیستی عبارتند از:
- کوین بی اندرسون (متولد ۱۹۴۸)، نظریه‌پرداز اجتماعی و فعال آمریکایی.
- والتر بنیامین (۱۸۹۲–۱۹۴۰)، منتقد ادبی، مقاله‌نویس، مترجم و فیلسوف مارکسیست آلمانی-یهودی.
- جان برگر (۱۹۲۶–۲۰۱۷)، منتقد هنری، رمان‌نویس، نقاش و نویسنده انگلیسی.
- مارشال برمن (۱۹۴۰–۲۰۱۳)، نویسنده و فیلسوف اومانیست مارکسیست آمریکایی. نویسنده همه چیز جامد در هوا ذوب می‌شود.
- ارنست بلوخ (۱۸۸۵–۱۹۷۷)، فیلسوف مارکسیست آلمانی.
- رایا دونایفسکایا (۱۹۱۰–۱۹۸۷)، بنیانگذار فلسفه اومانیسم مارکسیستی در ایالات متحده.
- فرانتز فانون (۱۹۲۵–۱۹۶۱)، روان‌پزشک، فیلسوف، انقلابی، و نویسنده اهل مارتینیک.
- مکتب فرانکفورت (۱۹۳۰ به بعد)، مکتبی از نظریه انتقادی، تحقیقات اجتماعی و فلسفه نئومارکسیستی.
- پائولو فریره (۱۹۲۱–۱۹۹۷)، مربی برزیلی و نظریه‌پرداز تأثیرگذار آموزش انتقادی.
- اریش فروم (۱۹۰۰–۱۹۸۰)، روان‌شناس اجتماعی، روانکاو، و فیلسوف انسان گرا مشهور بین‌المللی.
- نایجل گیبسون فیلسوف بریتانیایی و آمریکایی
- لوسین گلدمن (۱۹۱۳–۱۹۷۰)، فیلسوف و جامعه‌شناس فرانسوی یهودی-رومانیایی الاصل.
- لوئیس گوردون (متولد ۱۹۶۲)، فیلسوف سیاه‌پوست آمریکایی.
- آندره گورز (۱۹۲۳–۲۰۰۷)، فیلسوف اجتماعی اتریشی و فرانسوی.
- آنتونیو گرامشی (۱۸۹۱–۱۹۳۷)، نویسنده، سیاستمدار، فیلسوف سیاسی و زبان‌شناس ایتالیایی.[۲۵]
- کریستوفر هیل (۱۹۱۲–۲۰۰۳)، مورخ مارکسیست انگلیسی.
- سی آر جیمز (۱۹۰۱–۱۹۸۹)، روزنامه‌نگار، نظریه‌پرداز و نویسنده سوسیالیست آفریقایی-ترینیدادی.
- اندرو کلیمان، اقتصاددان و فیلسوف مارکسیست.
- لژک کولاکوفسکی (۱۹۲۷–۲۰۰۹)، فیلسوف و مورخ عقاید لهستانی. کولاکوفسکی پس از بحران سیاسی لهستان در سال ۱۹۶۸ که او را مجبور به ترک لهستان کرد، از مارکسیسم جدا شد.
- کارل کوزیک (۱۹۲۶–۲۰۰۳)، فیلسوف چک که در موضوعاتی مانند پدیدارشناسی و دیالکتیک از دیدگاه اومانیستی مارکسیستی نوشت.
- هانری لوفور (۱۹۰۱–۱۹۹۱)، جامعه‌شناس، روشنفکر و فیلسوف فرانسوی که عموماً یک نئومارکسیست شناخته می‌شود.
- جان لوئیس (فیلسوف) (۱۸۸۹–۱۹۷۶)، وزیر متحد بریتانیایی و فیلسوف مارکسیست.
- گیورگی لوکاچ (۱۸۸۵–۱۹۷۱)، فیلسوف و منتقد ادبی مارکسیست مجارستانی.
- هربرت مارکوزه (۱۸۹۸–۱۹۷۹)، فیلسوف و جامعه‌شناس آلمانی و از اعضای مکتب فرانکفورت.
- خوزه کارلوس ماریاتگی (۱۸۹۴–۱۹۳۰)، روشنفکر، روزنامه‌نگار و فیلسوف سیاسی پرویی.
- پیتر مک لارن (متولد ۱۹۴۸)، یکی از معماران برجسته آموزش انتقادی.
- دیوید مک‌رینولدز (۱۹۲۹–۲۰۱۸)، سوسیالیست دموکرات و فعال صلح‌طلب آمریکایی.
- رودولفو موندولفو (۱۸۷۷–۱۹۷۶)، فیلسوف مارکسیست ایتالیایی و مورخ فلسفه یونان باستان.
- کمیته‌های اخبار و نامه‌ها (دهه ۱۹۵۰ به بعد)، یک سازمان کوچک انقلابی-سوسیالیستی در ایالات متحده که توسط دونایفسکایا تأسیس شد.[۲۶]
- مکتب پراکسیس (دهه‌های ۱۹۶۰ و ۱۹۷۰)، جنبش فلسفی اومانیستی مارکسیستی. منشأ آن در زاگرب و بلگراد در SFR یوگسلاوی است.
- مکتب بوداپست، اومانیسم مارکسیستی، پسامارکسیسم و لیبرالیسم دگراندیش که در اوایل دهه ۱۹۶۰ در مجارستان ظهور کرد.
- ماکسیمیلیان روبل (۱۹۰۵–۱۹۹۶)
- فرانکلین روزمونت (۱۹۴۳–۲۰۰۹)، نویسنده، هنرمند، مورخ و فعال آمریکایی.[۲۷]
- وانگ رووشوی (۱۹۲۶–۲۰۰۲)، روزنامه‌نگار و فیلسوف چینی.
- ژان پل سارتر (۱۹۰۵–۱۹۸۰)، فیلسوف، نمایشنامه‌نویس، رمان‌نویس، فیلم‌نامه‌نویس، فعال سیاسی، زندگی‌نامه‌نویس و منتقد ادبی فرانسوی.
- سیریل اسمیت (۱۹۲۹–۲۰۰۸)، مدرس بریتانیایی آمار در مدرسه اقتصاد لندن، سوسیالیست و اومانیست انقلابی.
- ایوان سویتاک (۱۹۲۵–۱۹۹۴)، منتقد اجتماعی و نظریه‌پرداز زیبایی‌شناسی چک.
- ای پی تامپسون (۱۹۲۴–۱۹۹۳)، مورخ انگلیسی، سوسیالیست و مبارز صلح.
- ریموند ویلیامز (۱۹۲۱–۱۹۸۸)، نظریه‌پرداز ادبی ولزی، یکی از بنیان‌گذاران مطالعات فرهنگی.